# Biokoviella mosorensis
Biokoviella mosorensis – gatunek dwuparca z rzędu Chordeumatida i rodziny Anthogonidae.
Gatunek ten opisany został w 2016 roku przez Dragana Antića i Tvrtka Dražinę. Materiał typowy odłowiono w 2012 i 2015 roku w jaskini Kraljeva Peć. Nazwa rodzajowa pochodzi od  góry Mosor w której zboczach znajduje się owa jaskinia.
Dorosłe formy tych dwuparców mają ciało złożone z 30 pierścieni, licząc z telsonem włącznie. Samce osiągają długość 9–12 mm, samice 10,5–13 mm, a średnica ciała dochodzi do około 1 mm. Ubarwienie jest białawe wskutek braku pigmentacji. Głowa wyposażona jest w wydłużone czułki i szczecinki, w tym 4 pary szczecinek wargowych i parę nadwargowych. Sześć makroskopowych szczecinek osadzonych jest na węższym od głowy collum. Pierścienie ciała pozbawione są bocznych kilów, natomiast mają niewielkie nabrzmiałości na bokach metazonitów. Odnóża są wydłużone, a stopy dwóch pierwszych ich par mają grzebyki. U samca dziesiąta i jedenasta para odnóży wyposażona jest w gruczoły biodrowe. Przednia para gonopodów samca jest smuklejszej budowy niż u B. mauriesi, zaś tylna ich para jest zredukowana. Wulwa samicy jest w widoku bocznym prawie kwadratowa i wyróżnia się obecnością tarczowatych tworów w tylnej części jej bocznej walwy.
Wij ten jest troglofilem i prawdopodobnie endemitem środkowej Dalmacji w Chorwacji. Dotąd znany jedynie z lokalizacji typowej w jaskini Kraljeva Peć.